# Дипалладийпентакальций
Дипалладийпентакальций — бинарное неорганическое соединение
палладия и кальция
с формулой Ca5Pd2,
кристаллы.

## Получение
- Сплавление стехиометрических количеств чистых веществ:

{\displaystyle {\mathsf {2Pd+5Ca\ {\xrightarrow {595^{o}C}}\ Ca_{5}Pd_{2}}}}

## Физические свойства
Дипалладийпентакальций образует кристаллы
моноклинной сингонии,
пространственная группа C 2/c,
параметры ячейки a = 1,6694 нм, b = 0,6708 нм, c = 0,7704 нм, β = 97,30°, Z = 4,
структура типа дикарбида пентамарганца Mn5C2
.
Соединение образуется по перитектической реакции при температуре 595 °C.